# Борачка организација Градишка
Борачка организација Градишка је једна од првих основаних борачких организација у Републици Српској, представља невладину организацију основану 1992. године. Налази се у улици Бидовданска бб. Окупља борце Војске Републике Српске, породице погинулих и несталих бораца и ратне војне инвалиде са општине Градишка који су учествовали у рату 1992—1995. године. Основни циљ деловања је заштита интереса борачких категорија, побољшање друштвено–економског и социјалног статуса, неговање традиције одбрамбено-отаџбинског рата, одржавање јединства и очување темеља Републике Српске. Органи Борачке организације Градишка су Скупштина, Председништво, Одбор породица погинулих бораца и Одбор ратних војних инвалида. Са другим општинским Борачким организацијама чини целину под називом Борачка организација Републике Српске.

## Фондација „Солидарност”
Борачка организација Градишка је основала фондацију „Солидарност” са циљем пружања помоћи угроженим борачким категоријама. Своје деловање спроводи кроз утврђене нормативне акте као што су статут и правилник о прикупљању и расподели средстава фондације. Основни извор финансирања су чланарине из Борачке организације, средства приложника од личних и породичних инвалиднина фондације и удружена средства са општином и другим организацијама и установама. Од оснивања до данас фондација „Солидарност” је помогла преко 2000 припадника борачких категорија кроз бањско лечење, стипендије за децу, уџбеника, помоћ при куповини огрева, екскурзија и остало. Рад у фондацији се заснива на транспарентности и волонтирању радника Борачке организације Градишка који су упознати са стањем на терену преко својих месних Борачких организација које извештавају о најугроженијим случајевима у својој месној заједници. Неколико година фондација „Солидарност” и Борачка организација Градишка удружују средства са општином Градишка која учествује са износом од око 20.000 конвертибилних марака у реализацији програма месних Борачких организација. Мисија фондације је да кроз пружену подршку повећају свест о социјалној и егзистенцијалној ситуацији борачких категорија.

## Догађаји
Догађаји Борачке организације Градишка:
- Дан бораца одбрамбено-отаџбинског рата[5]
- Дан Борачке организације Републике Српске[5]
- Дан Републике Српске[6]
- Дан Војске Републике Српске[7]
- Међународни дан особа са инвалидитетом[8]
- Слава Борачке организације — Митровдан[9]